# Hylesinus fraxini
Hylesinus fraxini is een soort kever behorend tot de familie van de snuitkevers. Hij is afkomstig uit Europa. De soort is wijdverspreid in Europa en komt voor tot aan de Oeral.

## Kenmerken
De kevers zijn 2,5 tot 3,5 millimeter lang en hebben een cilindrisch lichaam. Het scutum is aan de voorkant korrelig en bedekt van bovenaf gezien het hoofd niet. De bovenzijde van het lichaam is bedekt met gevlekte, geelbruine, gelaagde schubben. De zijkanten van de dekschilden hebben fijne, regelmatige rijen stippen die uit kleine deukjes bestaan. Er zijn kleine knobbeltjes aan de basis van de dekschilden in de tweede ruimte tussen de rijen stippen. De overige ruimtes hebben rijen korrels. Het antenneflagellum heeft zeven segmenten. De antenneknots is lang, puntig en heeft twee zwakke hechtingen. Het mannetje heeft acht tergieten op zijn buik, terwijl het vrouwtje er maar zeven heeft.

## Waardplanten
Hylesinus fraxini komt vooral voor op gewone es (Fraxinus excelsior), Fraxinus ornus, Fraxinus americana, af en toe ook op olijfbomen (Olea europaea), walnoten (Juglans), Quercus pedunculata, peren (Pyrus), appels (Malus), Robinia pseudoacacia, Fagus, esdoorns (Acer), hazelaar (Corylus avellana), haagbeuk (Carpinus betulus) en seringen (Syringa vulgaris).

## Levenswijze
Het koloniseert de bast van bomen, ook in het schorsgebied. Het voerpatroon heeft een relatief korte, verticale ingangsbuis, van waaruit een horizontale, dubbelarmige dwarsdoorgang aftakt (beugeldoorgang). De larvengangen lopen min of meer verticaal, zijn dicht opeengepakt en zijn meestal slechts vier centimeter kort. De poppenwiegjes en de doorgangen lopen deels door het spinthout en zijn duidelijk zichtbaar nadat de bast eraf is gevallen. Dit kevers laat eerst kleine, kankerachtige plekken achter en produceert vervolgens schorsgroei. In deze gezwellen overwinteren de dieren. Er wordt één generatie per jaar gevormd; de vliegperiode is van maart tot en met mei, vanaf een luchttemperatuur van 16 °C. De nieuwe generatie verschijnt in juli en augustus. De dieren verschijnen vaak in grote aantallen.

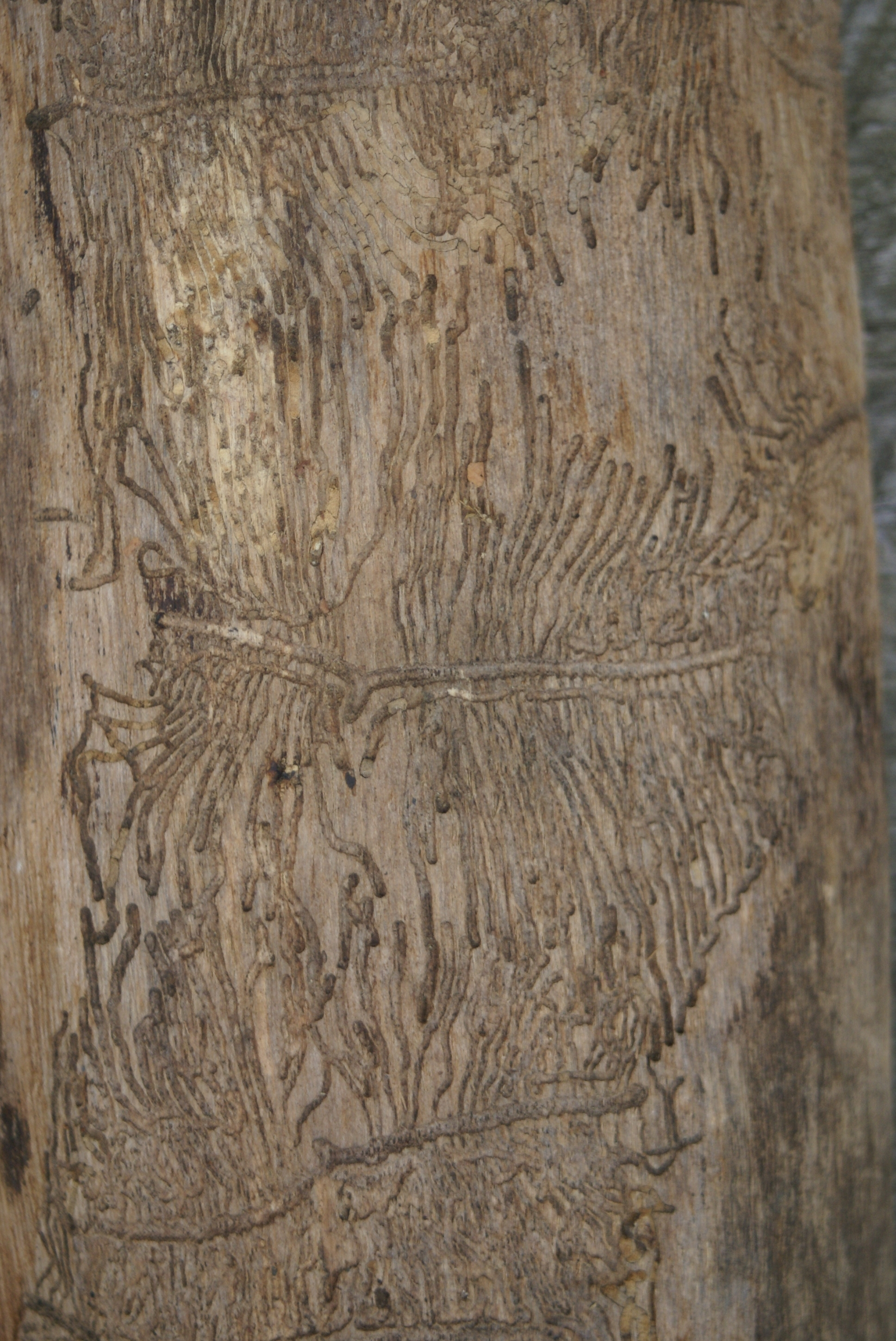
Wraatpatroon